# 24 Mesures
Pour plus de détails, voir Fiche technique et Distribution.
24 Mesures est un film choral de Noël franco-québécois réalisé par Jalil Lespert et sorti en 2007.

## Synopsis
La nuit du 24 décembre, les destins croisés de quatre personnages, qui règlent leurs comptes avec un parent ou un enfant.

## Fiche technique
Sauf indication contraire, les informations mentionnées dans cette section peuvent être confirmées par la base de données cinématographiques IMDb,  présente dans la section « Liens externes ».
- Réalisation : Jalil Lespert
- Scénario : Yann Apperry, Jalil Lespert
- Photographie : Josée Deshaies
- Montage : Laurence Briaud
- Producteutrs : Yannick Bolloré, Wassim Béji, Lyse Lafontaine et Michael Mosca
- Société de production : Wy Productions, MK2 Productions et Equinoxe Productions
- Société de distribution : MK2 Diffusion (France)
- Pays de production :  France |  Canada
- Genre : Film dramatique
- Durée : 85 minutes
- Date de sortie: 
  - France : 5 décembre 2007

## Distribution
- Lubna Azabal : Helly
- Benoît Magimel : Didier
- Sami Bouajila : Chris
- Bérangère Allaux : Marie
- Archie Shepp : Marcus
- Steve McCraven : Steve
- Aurélia Thierrée : Aurélia
- Clotilde Hesme : Damia
- Marisa Berenson : la mère
- Julie Brochen : la tutrice de Victor
- Xavier Beauvois
- Vincent Macaigne

## Critiques
Pour Télérama, « les personnages sont indéfinis, flottants, les rencontres restent artificielles et le récit s'effiloche », mais « une très belle scène entre Magimel et son père laisse entrevoir un potentiel inexploité ».